# Kyle Allman Jr.
Kyle Allman, Jr., né le 2 septembre 1997 dans le Queens, New York, est un joueur américain de basket-ball évoluant au poste d'arrière.

## Biographie

### Carrière universitaire
Entre 2015 et 2019, il joue pour les Titans de l'université d'État de Californie à Fullerton.

### Carrière professionnelle

#### Lavrio B.C. (2019-2020)
Le 20 juin 2019, lors de la draft 2019 de la NBA, automatiquement éligible, il n'est pas sélectionné.
En juillet 2019, il participe à la NBA Summer League de Las Vegas avec les Raptors de Toronto.
Le 7 août 2019, il signe son premier contrat professionnel avec le club grec du Lavrio (en).

#### VEF Riga (2020-2021)
Le 19 juillet 2020, il s'engage avec le club letton du VEF Riga.
Il remporte le titre de champion de Lettonie 2021 et est élu MVP des playoffs 2021.

#### Paris Basketball (2021-2023)
Le 20 juillet 2021, il arrive en France et signe avec le Paris Basketball.

#### Darüşşafaka Spor Kulübü (2023-2024)
Le 29 juin 2023, il signe en Turquie pour le club Darüşşafaka Spor Kulübü.

## Statistiques

### Universitaires

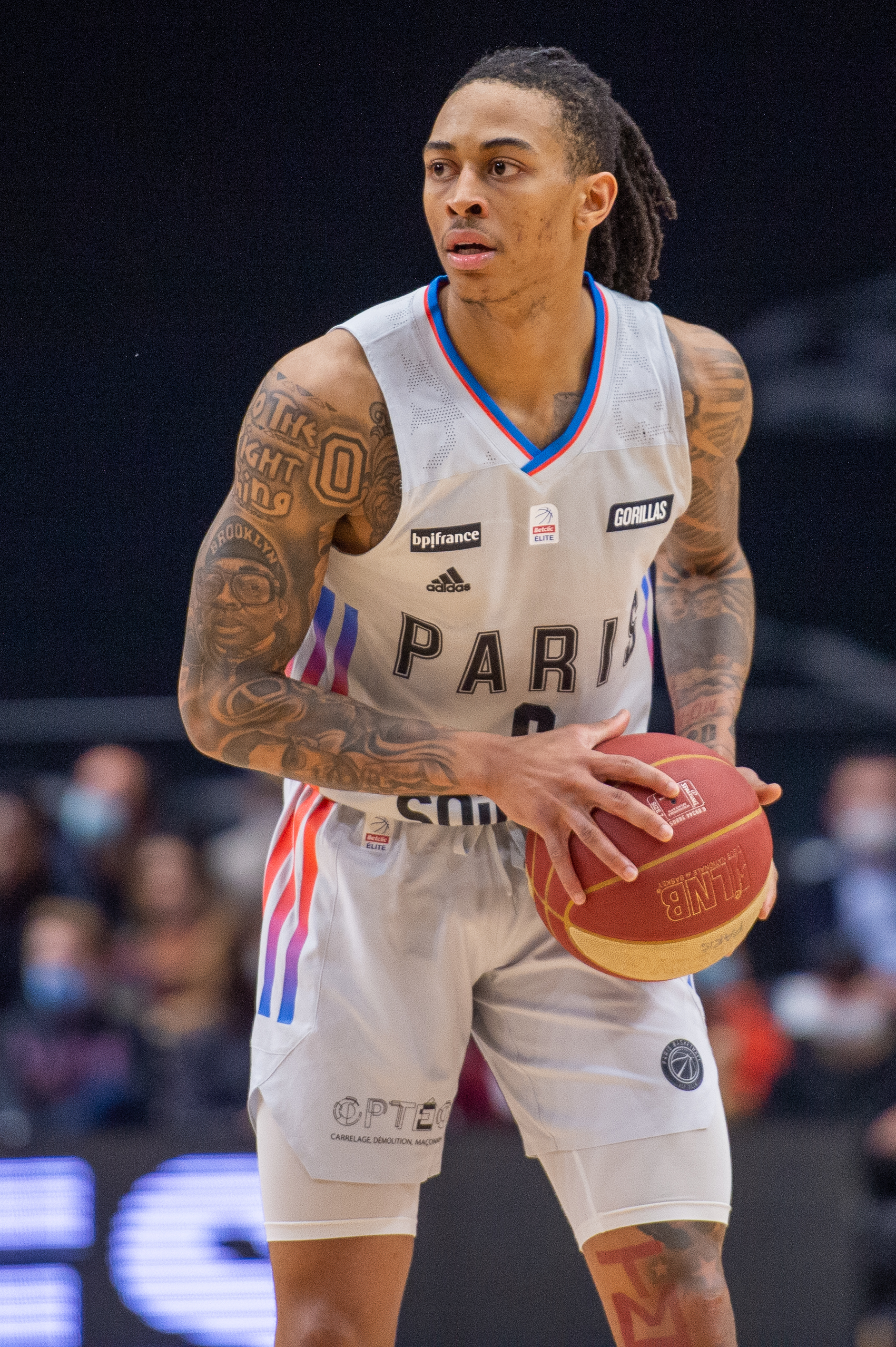

| Saison    | Équipe              | Matchs | Titul. | Min./m | % Tir | % 3pts | % LF | Rbds/m. | Pass/m. | Int/m. | Ctr/m. | Pts/m. |
| --------- | ------------------- | ------ | ------ | ------ | ----- | ------ | ---- | ------- | ------- | ------ | ------ | ------ |
| 2015-2016 | Cal State Fullerton | 30     | 3      | 18,8   | 36,5  | 25,0   | 64,8 | 1,63    | 1,03    | 0,43   | 0,10   | 5,07   |
| 2016-2017 | Cal State Fullerton | 32     | 26     | 28,5   | 41,5  | 27,1   | 72,7 | 2,34    | 2,09    | 0,66   | 0,31   | 10,22  |
| 2017-2018 | Cal State Fullerton | 32     | 31     | 32,9   | 48,9  | 42,9   | 74,6 | 3,47    | 2,34    | 1,12   | 0,19   | 19,47  |
| 2018-2019 | Cal State Fullerton | 33     | 31     | 35,2   | 41,4  | 34,9   | 75,0 | 3,03    | 1,97    | 0,73   | 0,39   | 17,52  |
| Carrière  | Carrière            | 127    | 41     | 29,1   | 43,4  | 35,2   | 73,0 | 2,64    | 1,87    | 0,74   | 0,25   | 13,23  |

## Palmarès

### En club
- Champion de Lettonie (2021)

### Distinctions personnelles
- MVP des playoffs du championnat de Lettonie (2021)
- 2x First-team All-Big West (2018, 2019)
- Big West Tournament MVP (2018)